# Анапа (муниципальный округ)
Муниципальное образование муниципальный округ город-курорт Анапа — муниципальное образование в составе Краснодарского края России, имеющее статус муниципального округа. Расположено на территории двух административно-территориальных единиц края: Анапского района и административно-территориальной единицы, соответствующей категории города краевого подчинения Анапы.

## География
Рельеф муниципального округа разнообразен. В северной части простирается равнинная степь, в южной — горы Кавказа высотой до 550 м.

## История
12 марта 1994 года муниципальные образования Анапский район и город Анапа объединены в курорт Анапа. 1996: муниципальное образование переименовано в город-курорт Анапа.
В результате реформы местного самоуправления 1 апреля 2004 года на территориях города Анапа и Анапского района Краснодарского края было создано муниципальное образование город-курорт Анапа со статусом городского округа. Анапский район и город Анапа как отдельные административно-территориальные единицы сохранили свои статусы.
В мае 2024 года был изменён статус муниципального образования с городского округа на муниципальный округ.

## Население
| 2002     | 2010     | 2011     | 2012     | 2013     | 2014     | 2015     |
| -------- | -------- | -------- | -------- | -------- | -------- | -------- |
| 62 490   | ↗70 280  | ↗147 755 | ↗153 974 | ↗159 881 | ↗167 095 | ↗175 210 |
| 2016     | 2017     | 2018     | 2019     | 2020     | 2021     | 2023     |
| ↗182 198 | ↗186 127 | ↘185 888 | ↗194 221 | ↗205 482 | ↘203 951 | ↗203 964 |
| 2024     | 2025     |          |          |          |          |          |
| ↗208 581 | ↘207 879 |          |          |          |          |          |

Национальный состав
По итогам переписи населения 2020 года проживали следующие национальности (национальности менее 0,1 % и другое см. в сноске к строке «Другие»):
| Национальность | Численность, чел. | Доля     |
| -------------- | ----------------- | -------- |
| Русские        | 175 273           | 85,94 %  |
| Армяне         | 12 678            | 6,22 %   |
| Греки          | 2532              | 1,24 %   |
| Украинцы       | 1627              | 0,80 %   |
| Татары         | 1478              | 0,72 %   |
| Немцы          | 398               | 0,20 %   |
| Белорусы       | 345               | 0,17 %   |
| Узбеки         | 239               | 0,12 %   |
| Другие         | 9381              | 4,59 %   |
| Итого          | 203 951           | 100,00 % |

## Населённые пункты
В состав муниципального округа входят 52 населённых пункта
| №  | Населённый пункт   | Тип населённого пункта | Население (чел.) | АТЕ (город краевого подчинения, сельский округ / сельский округ района) |
| -- | ------------------ | ---------------------- | ---------------- | ----------------------------------------------------------------------- |
| 1  | Анапа              | город                  | ↘84 804          | город краевого подчинения Анапа                                         |
| 2  | Анапская           | станица                | ↘15 593          | Анапский сельский округ                                                 |
| 3  | Благовещенская     | станица                | ↗3946            | город краевого подчинения Анапа: Благовещенский сельский округ          |
| 4  | Большой Разнокол   | хутор                  | ↗630             | Первомайский сельский округ                                             |
| 5  | Большой Утриш      | село                   | ↗198             | Супсехский сельский округ                                               |
| 6  | Бужор              | село                   | ↘487             | Анапский сельский округ                                                 |
| 7  | Варваровка         | село                   | ↗1980            | Супсехский сельский округ                                               |
| 8  | Верхнее Джемете    | посёлок                | ↘135             | Приморский сельский округ                                               |
| 9  | Верхний Ханчакрак  | хутор                  | ↗301             | Первомайский сельский округ                                             |
| 10 | Верхний Чекон      | хутор                  | ↘124             | Первомайский сельский округ                                             |
| 11 | Весёлая Гора       | хутор                  | ↘162             | Первомайский сельский округ                                             |
| 12 | Вестник            | хутор                  | ↗618             | Первомайский сельский округ                                             |
| 13 | Виноградный        | посёлок                | ↗4040            | Виноградный сельский округ                                              |
| 14 | Витязево           | село                   | ↗13 716          | город краевого подчинения Анапа: Витязевский сельский округ             |
| 15 | Воскресенский      | хутор                  | ↗1509            | Приморский сельский округ                                               |
| 16 | Гай-Кодзор         | село                   | ↗3248            | Гайкодзорский сельский округ                                            |
| 17 | Гостагаевская      | станица                | ↗16 438          | Гостагаевский сельский округ                                            |
| 18 | Джигинка           | село                   | ↗5516            | Джигинский сельский округ                                               |
| 19 | Заря               | хутор                  | ↗1179            | Гайкодзорский сельский округ                                            |
| 20 | Иванов             | хутор                  | ↘549             | Первомайский сельский округ                                             |
| 21 | Капустин           | хутор                  | ↘41              | Приморский сельский округ                                               |
| 22 | Коваленко          | хутор                  | ↗6               | Гостагаевский сельский округ                                            |
| 23 | Красная Горка      | хутор                  | 93               | Первомайский сельский округ                                             |
| 24 | Красная Скала      | хутор                  | ↗121             | Приморский сельский округ                                               |
| 25 | Красный            | хутор                  | ↘939             | Приморский сельский округ                                               |
| 26 | Красный Курган     | хутор                  | ↗676             | Приморский сельский округ                                               |
| 27 | Куматырь           | хутор                  | ↗145             | Анапский сельский округ                                                 |
| 28 | Курбацкий          | хутор                  | ↗187             | Анапский сельский округ                                                 |
| 29 | Куток              | хутор                  | ↘11              | Анапский сельский округ                                                 |
| 30 | Малый Разнокол     | хутор                  | ↘147             | Первомайский сельский округ                                             |
| 31 | Малый Утриш        | посёлок                | ↗51              | Супсехский сельский округ                                               |
| 32 | Малый Чекон        | хутор                  | →41              | Гостагаевский сельский округ                                            |
| 33 | Нижний Ханчакрак   | хутор                  | ↗75              | Первомайский сельский округ                                             |
| 34 | Нижняя Гостагайка  | хутор                  | ↗715             | Приморский сельский округ                                               |
| 35 | Песчаный           | хутор                  | ↗317             | Приморский сельский округ                                               |
| 36 | Прикубанский       | хутор                  | ↘6               | Первомайский сельский округ                                             |
| 37 | Просторный         | посёлок                | ↗875             | Супсехский сельский округ                                               |
| 38 | Пятихатки          | посёлок                | ↗1178            | Приморский сельский округ                                               |
| 39 | Рассвет            | хутор                  | ↗1516            | Гайкодзорский сельский округ                                            |
| 40 | Розы Люксембург    | хутор                  | ↗141             | Первомайский сельский округ                                             |
| 41 | Суворов-Черкесский | посёлок                | ↗878             | Виноградный сельский округ                                              |
| 42 | Сукко              | село                   | ↗3939            | Супсехский сельский округ                                               |
| 43 | Супсех             | село                   | ↗15 736          | Супсехский сельский округ                                               |
| 44 | Тарусин            | хутор                  | ↗392             | Анапский сельский округ                                                 |
| 45 | Усатова Балка      | хутор                  | ↗866             | Анапский сельский округ                                                 |
| 46 | Уташ               | посёлок                | ↗1919            | Виноградный сельский округ                                              |
| 47 | Уташ               | хутор                  | ↘531             | Джигинский сельский округ                                               |
| 48 | Цибанобалка        | село                   | ↗7923            | Приморский сельский округ                                               |
| 49 | Чекон              | хутор                  | ↘1570            | Первомайский сельский округ                                             |
| 50 | Чембурка           | хутор                  | ↗574             | город краевого подчинения Анапа                                         |
| 51 | Чёрный             | хутор                  | ↗301             | Первомайский сельский округ                                             |
| 52 | Юровка             | село                   | ↗4430            | Первомайский сельский округ                                             |

## Палеогенетика
У образцов  из могильника Андреевская Щель (Andreyevskaya Shhel) под Анапой (KAUK10, Subbotyic horizon (субботцевский горизонт), 886‒992 гг. и KAUK11, Subbotyic, 880‒994 гг.) определены Y-хромосомная гаплогруппа R1a1a1b1a2-Z280>R-CTS1211>R-Y35>R1a-Y35>R-CTS3402>R-YP237>R-FGC13681~-Y9082/YP582>R1a-YP5192>R1a-YP5192* и митохондриальная гаплогруппа J1c>J1c-a1a1. У образца KAUK9 определена митохондриальная гаплогруппа U5a2a1. Всего было раскопано одиннадцать могил, из которых две могилы были кремациями, а восемь — ингумациями. Кроме того, могила № 5 была конным захоронением. В могилах № 10 и 11 было найдено оружие (наконечники стрел и сабля), в могилах № 9 и 10 были найдены гончарные изделия, качество и количество погребальных предметов довольно низкое. Кроме того, захоронения, обнаруженные в 2019 году, не соответствовали самому важному погребальному обычаю евразийских кочевников, а именно погребению мёртвых вместе с лошадью или частями лошади. Тем не менее, в двух могилах были обнаружены предметы, связанные с оружием. Проводится оценка и публикация результатов археологического анализа. Радиоуглеродный анализ был проведён в случае могил № 9, 10 и 11. Основываясь на этих результатах, место может быть датировано X веком (т. е. могилы № 10 и 11) и XI-XII веками (т. е. могила № 9). В генетическом анализе использовались три образца. Анапа-9: могила № 9: в могильной яме, ориентированной с юга на север, были найдены скелетные останки младенца (6-9 месяцев). В захоронении были найдены 43 стеклянные бусины, 7 медных погремушек и керамика ручной работы. На основании радиоуглеродного анализа он был датирован XI-XII веками (с наибольшей вероятностью между 1075 и 1154 годами). Анапа-11 (ERS9945042): могила № 10: в могиле находились останки скелета несовершеннолетнего индивидуума (9-12 лет), ориентированного вдоль оси запад-восток. Могильными предметами были две медные пуговицы, шесть железных наконечников для стрел и керамика. Захоронение было датировано X веком (на основе радиоуглеродного анализа с наибольшей вероятностью между 886 и 992 годами). Анапа-10 (ERS9945041): могила № 11: это было захоронение несовершеннолетнего (16-19 лет) человека, ориентированного с запада на восток. В могиле были найдены две медные пуговицы, фрагмент медного кольца на пальце, сабля, железное шило и пять наконечники стрел. Он был датирован X веком (на основе радиоуглеродного анализа с наибольшей вероятностью между 880 и 994 годами).

## Галерея

Галерея
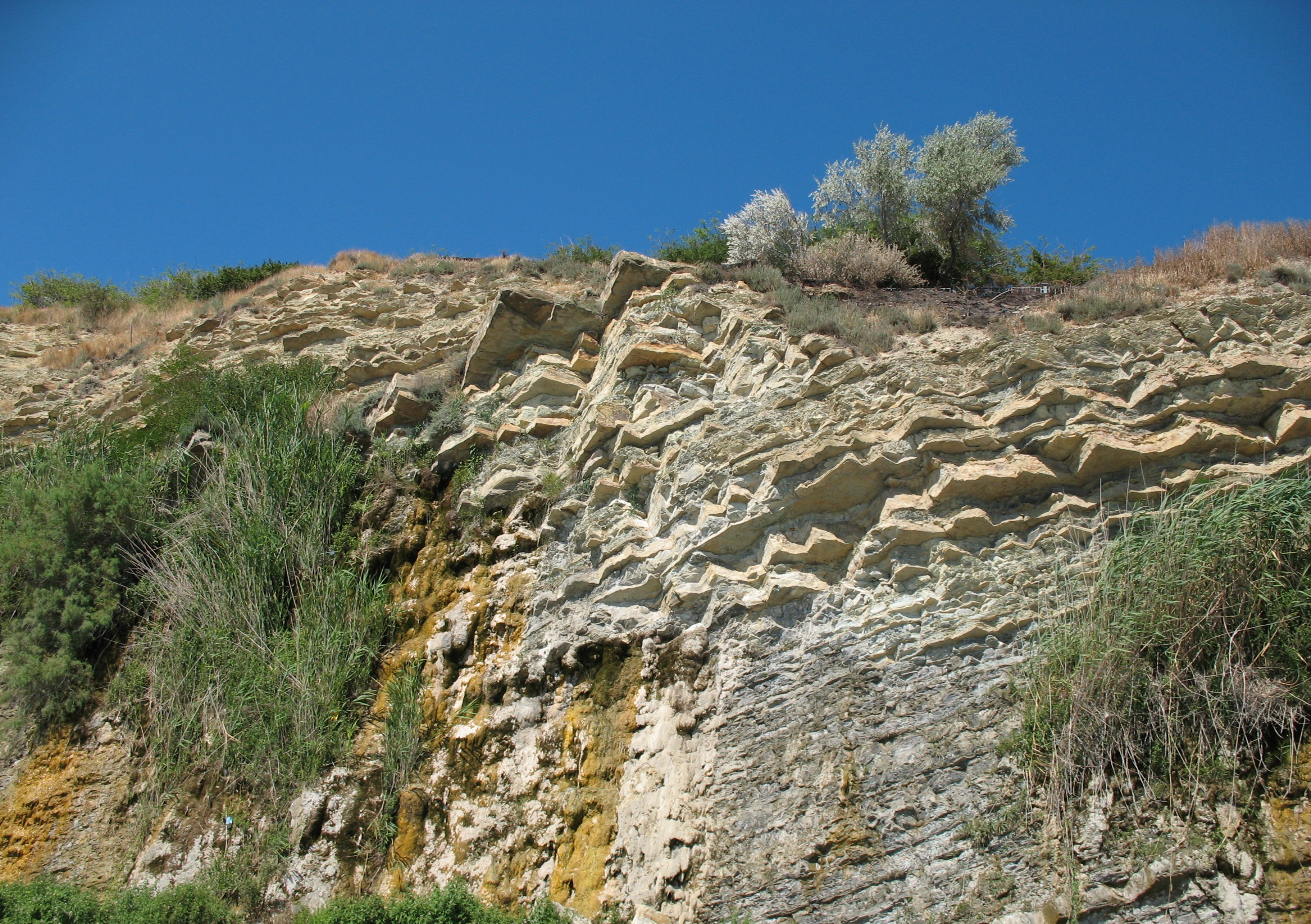
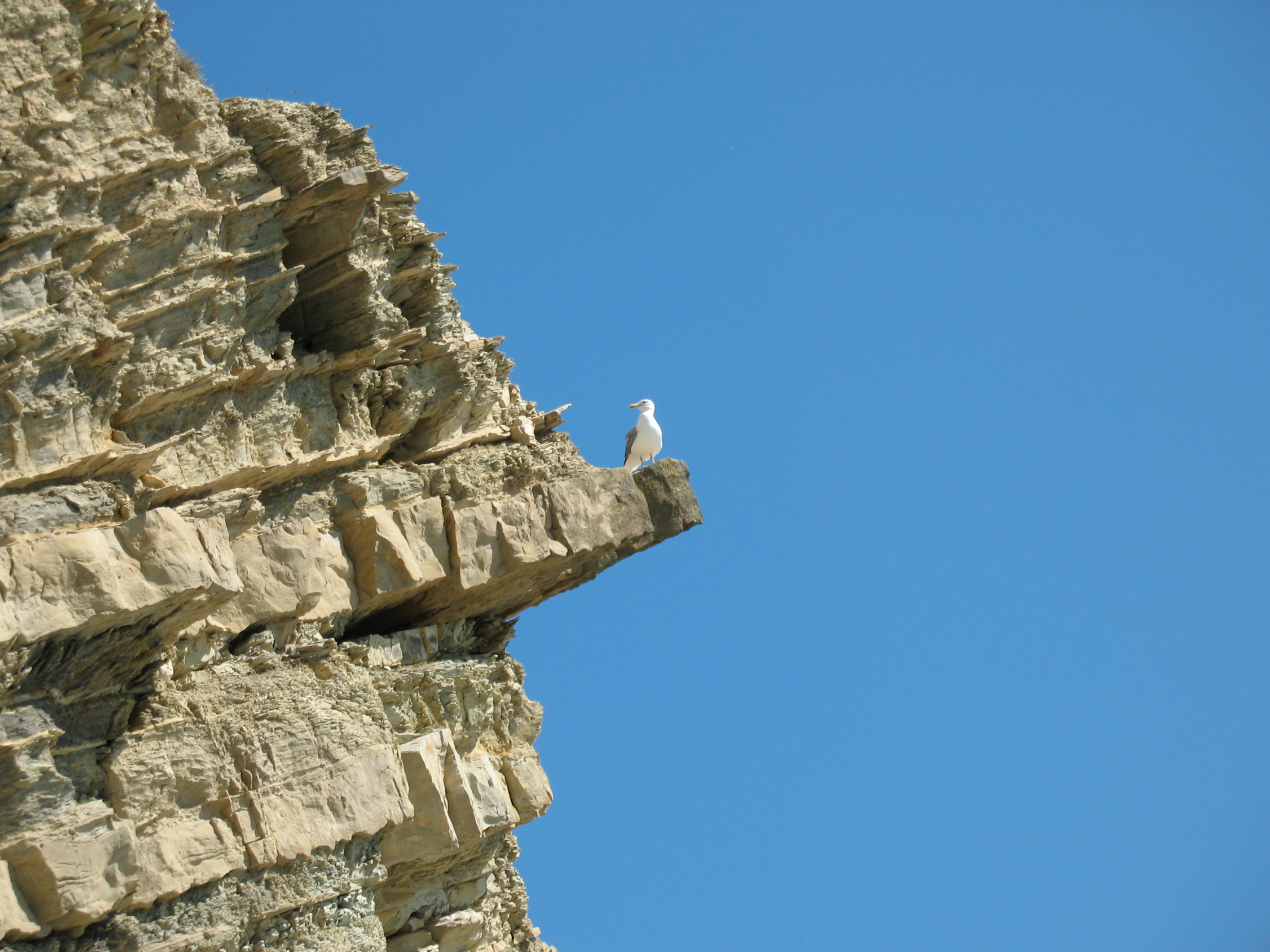
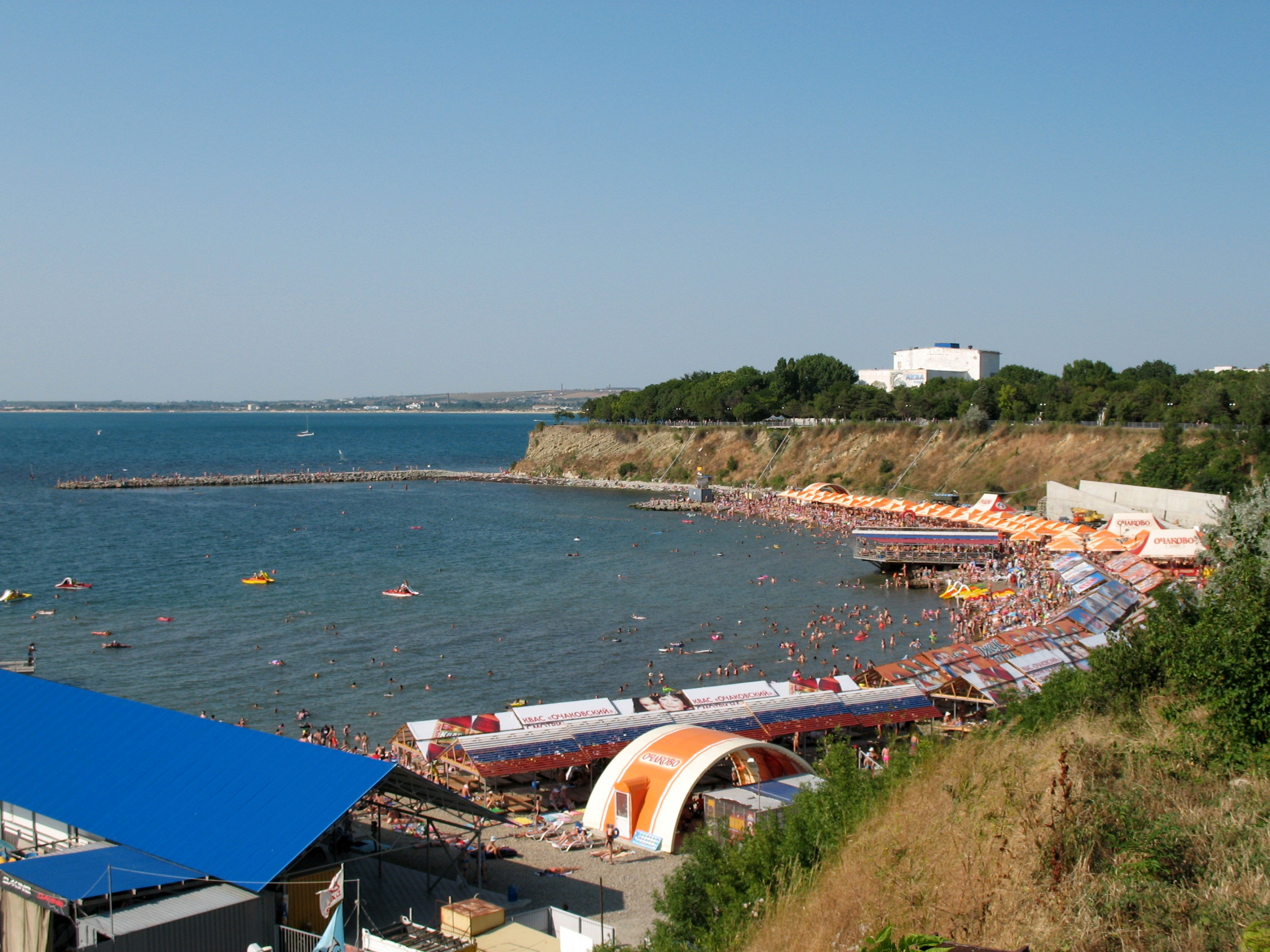
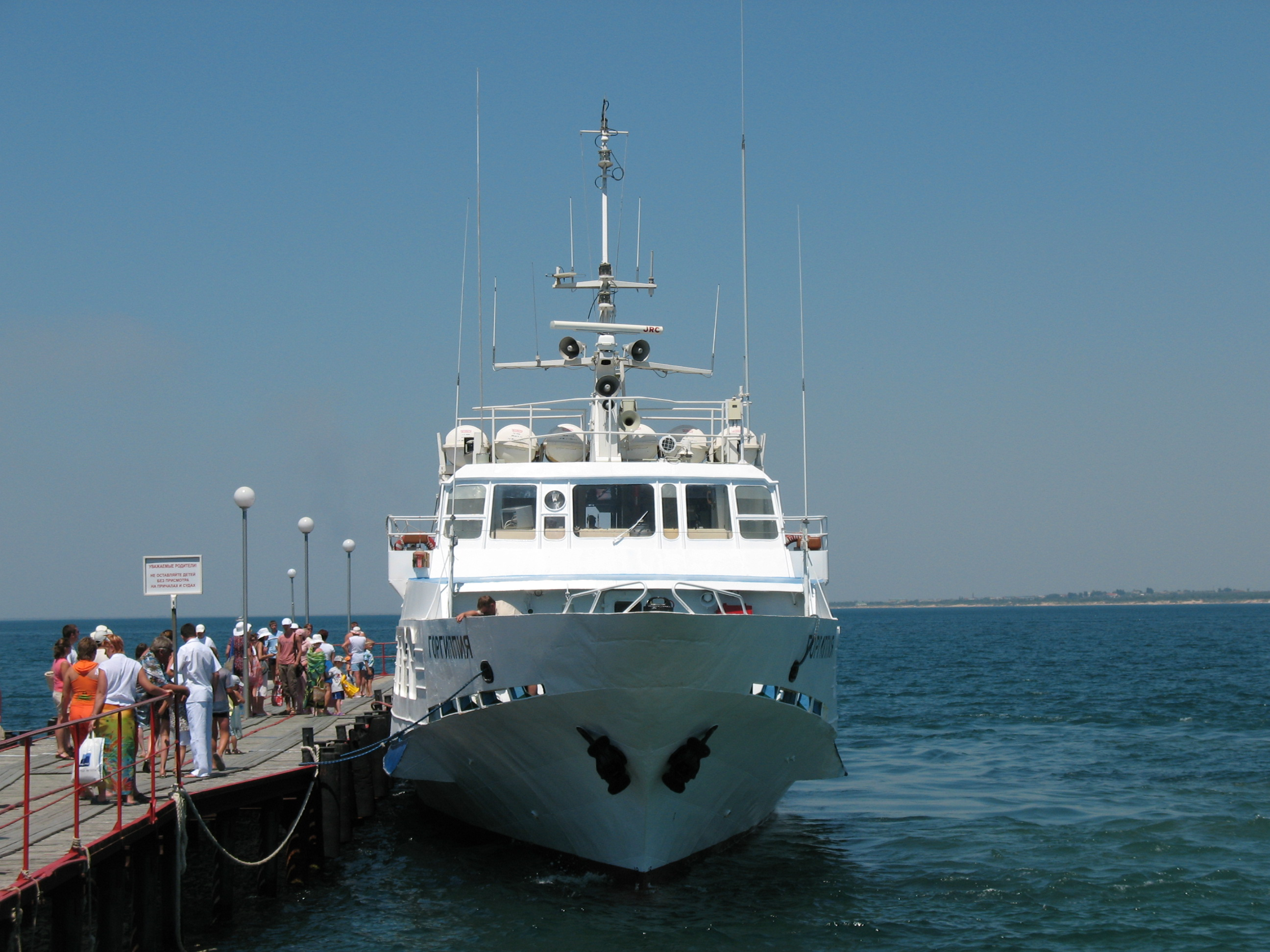
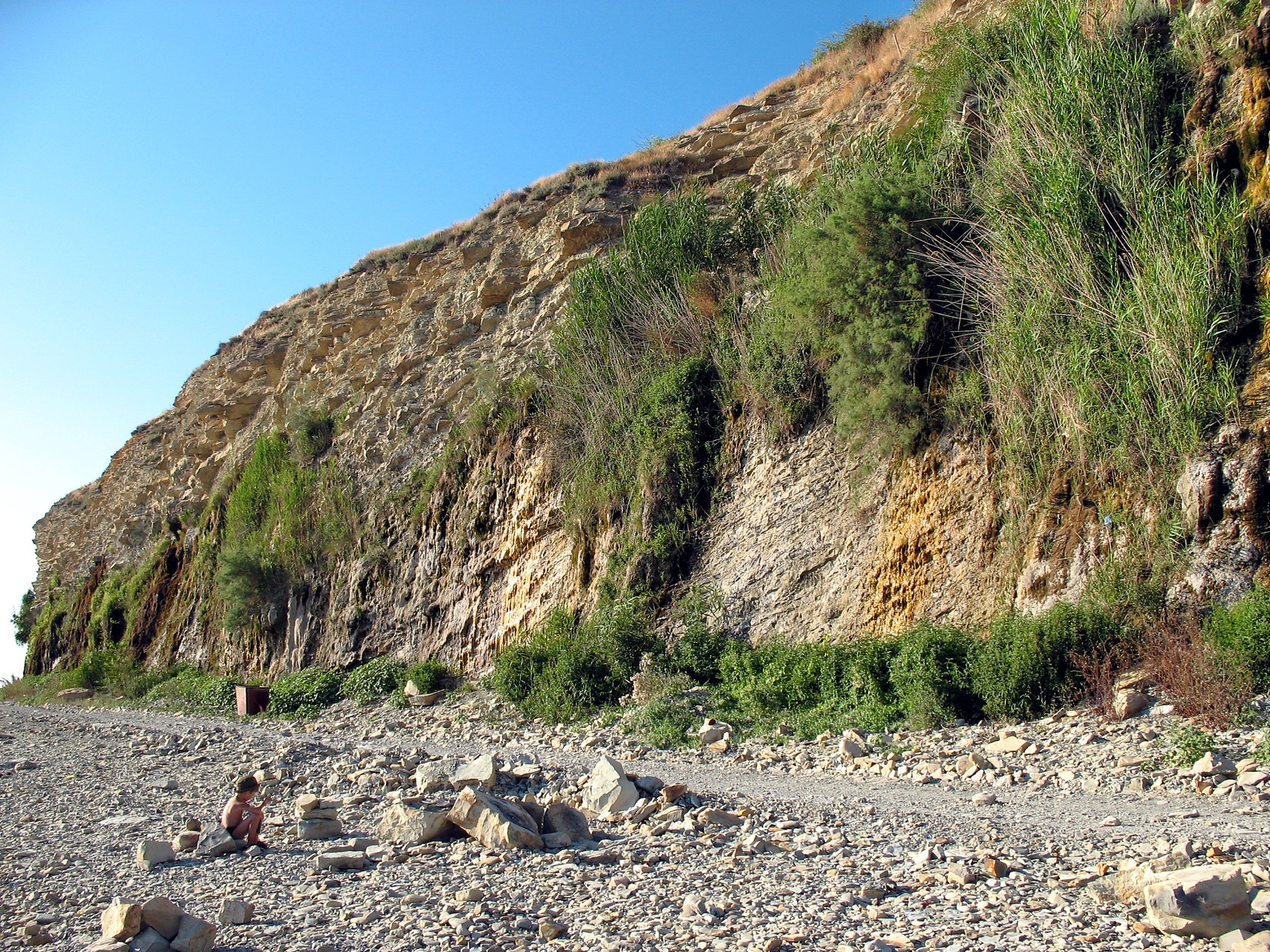
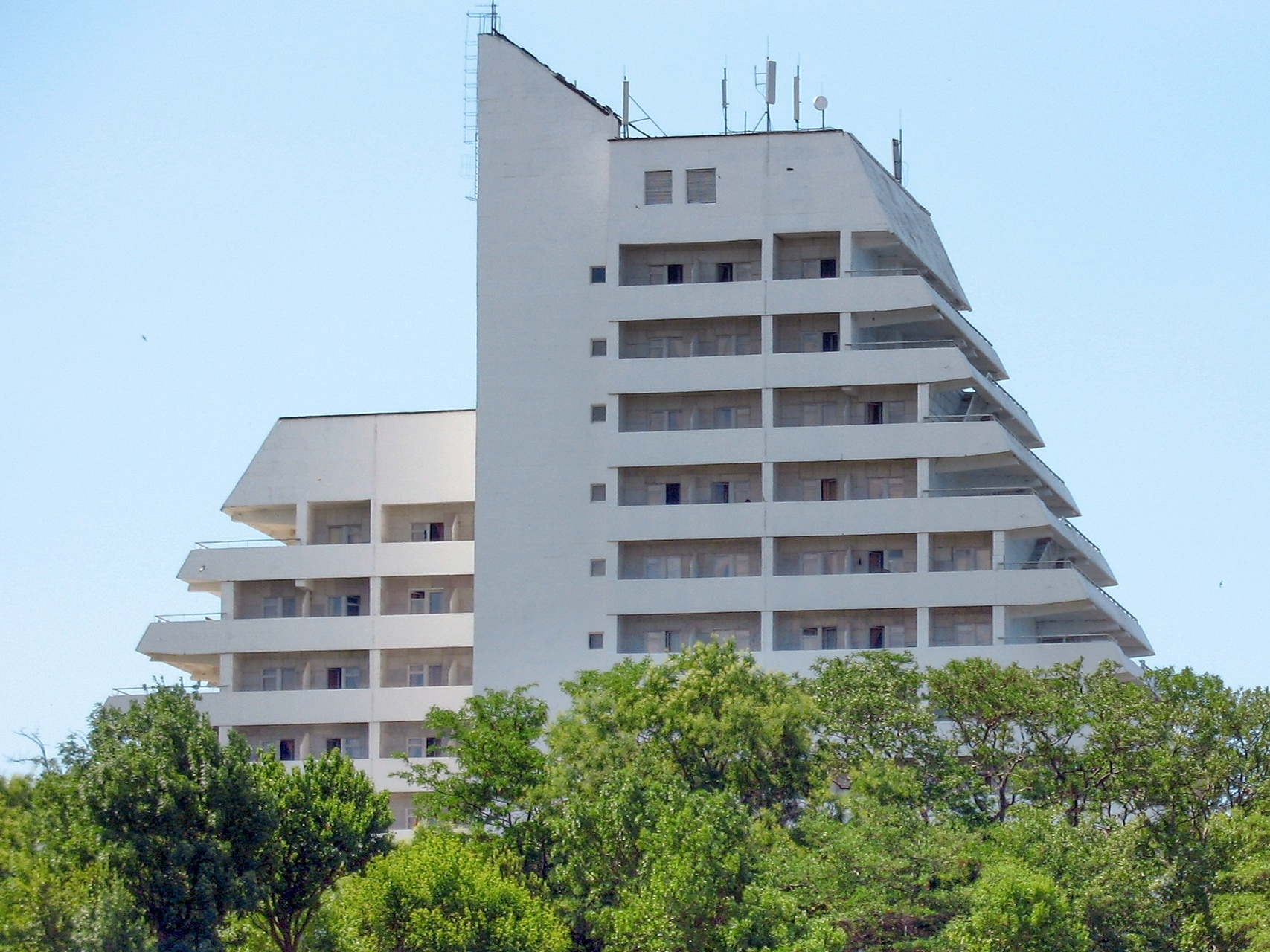
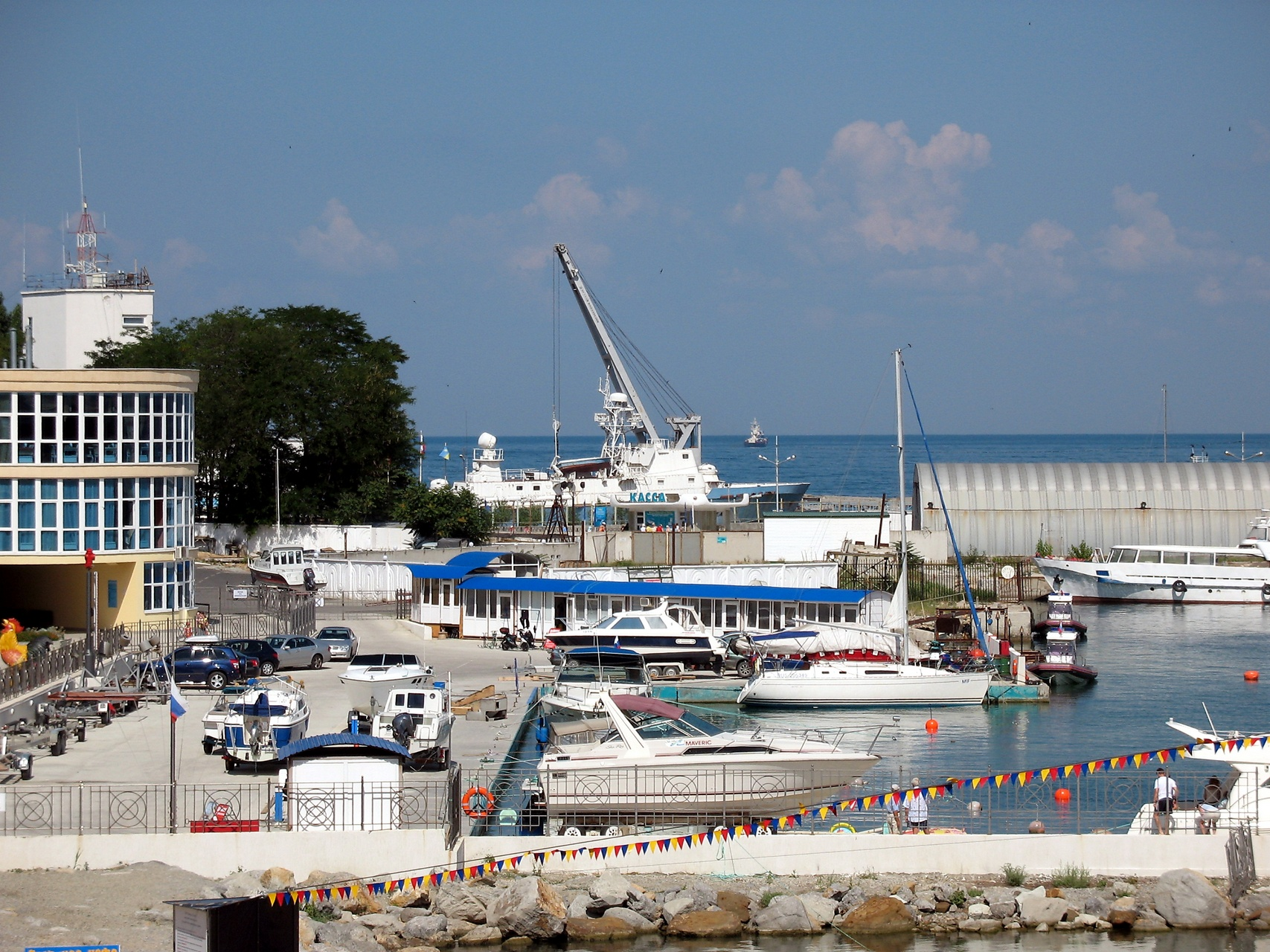
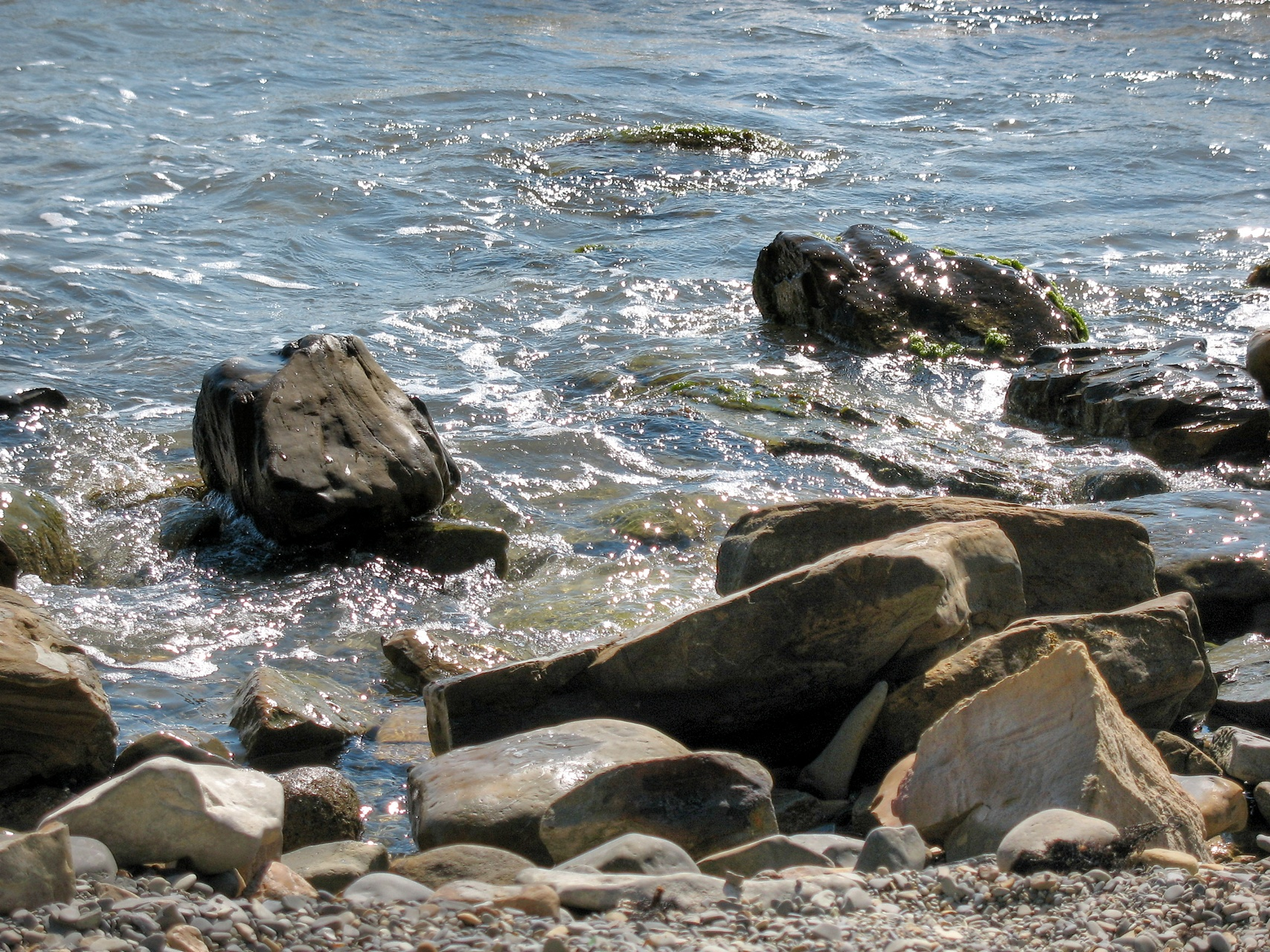